# Lambert Witinghof
Lambert Witinghof, auch Lambert Wytinkhof oder Lambertus Wittinghoff (* in Lübeck; † 14. März 1476 ebenda) war ein deutscher Hochschullehrer, Rektor der Universität Rostock und Domherr in Lübeck.

## Leben
Lambert Witinghof entstammte einer Lübecker Ratsfamilie, deren Nachname in höchst unterschiedlichen Schreibweise überliefert und angesetzt wird. Die Lübecker Ratslinie von Emil Ferdinand Fehling bevorzugt die Namensansetzung Wickinghof, so bei dem Lübecker Bürgermeister Johann Wickinghof, der in der Ratslinie als Sohn des Bürgers Lambert Wickinghof benannt wird und somit ein naher Verwandter von Lambert Witinghof sein könnte. Er immatrikulierte sich vermutlich 1433 erstmals an der Universität Rostock und 1441 zum Studium der Rechtswissenschaften an der Universitas Studii Coloniensis, welches er 1449 mit der Promotion zum Dr. decr. beendete. In Köln ist er 1446 auch als Antoniter belegt. 1458 wurde er Domherr im Domkapitel des Lübecker Doms und Hochschullehrer an der Juristischen Fakultät der Universität Rostock. Er war bis 1472 neunmal Rektor und zweimal Prorektor der Universität Rostock, oft in Folge des ebenfalls aus Lübeck stammenden Rektors Johannes Stammel. Er wurde im Lübecker Dom bestattet, wo seine Figurengrabplatte stark abgetreten und durch eine sekundäre Inschrift einer Nachnutzung verfremdet im Osten des Chors vor der Marientidenkapelle erhalten ist.